# Pueblo Nuevo, Tocumbo
Pueblo Nuevo är en ort i Mexiko.   Den ligger i kommunen Tocumbo och delstaten Michoacán de Ocampo, i den södra delen av landet, 400 km väster om huvudstaden Mexico City. Pueblo Nuevo ligger 1 629 meter över havet och antalet invånare är 196.
Terrängen runt Pueblo Nuevo är varierad, och sluttar söderut. Runt Pueblo Nuevo är det ganska tätbefolkat, med 111 invånare per kvadratkilometer. Närmaste större samhälle är Tingüindín, 7,0 km nordost om Pueblo Nuevo. I omgivningarna runt Pueblo Nuevo växer huvudsakligen savannskog.